# Jüdisches Museum
Ein jüdisches Museum dokumentiert die Geschichte und Kultur des Judentums nach musealen Gesichtspunkten.

## Geschichte

### 18. Jahrhundert
Als erstes Jüdisches Museum kann nach neuesten Forschungen das „Juden-Cabinet“ des sächsischen Kurfürsten und polnischen Königs August des Starken gelten. Es wurde im Saal des Wallpavillons im Dresdener Zwinger um 1730 eingerichtet.
Hundert Jahre lang gehörte es mit seinem zentralen Schaustück, einem 3,45 mal 3,45 Meter großen Holzmodell des Jerusalemer Tempels, zu den am meisten besuchten Sehenswürdigkeiten Dresdens. Neben dem Tempelmodell gehören die lebensechte Wachsfigur eines Rabbiners, Tora-Rollen und zahlreiche religiöse Zeremonial-Gegenstände zu den Ausstellungsstücken.
Der russische Offizier Fedor Glinka notierte 1813: „Falls irgendwann einmal ein Sturm widrigster Zufälle dieses ganze Volk ausrotten würde, so könnte man hier alle seine Bräuche und Gesetze finden“.
Als Arthur Schopenhauer Anfang September 1800 mit seinen Eltern Dresden besuchte, schrieb er in sein Tagebuch: „Indessen giengen wir diesen Nachmittag nach dem Zwinger: eine schöne Orangerie die von schönen Gebäuden umgeben ist, in denen allerhand Seltenheiten zu sehen sind, von denen wir einige besahen. Im ersten Gebäude sind lauter Sachen die die jüdische Religion betreffen. Ein Tempel Salomonis von Holz, vollkommen richtig nachgeahmt u. ausgemessen. Auch sind da viele jüdische Bücher, sehr schön mit hebreischen Buchstaben auf Pergament geschrieben u. aufgerollt, auch viele Instrumente zur Verheyrathung, Beschneidung, Scheidung eines Ehepaares u. andern jüdischen Ceremonien.“
Das Modell des Tempel Salomonis wurde 1732 für Dresden erworben und ab Frühjahr 1733 als Ergänzung und Höhepunkt zu den bereits seit ca. 1730 ausgestellten jüdischen Kultgegenständen präsentiert.
Das Dresdener „Juden-Cabinet“ mit Tempelmodell, einer ganzen nachgebauten Synagoge, der Rabbiner-Figur und den Zeremonial-Gegenständen wurde 1830 aufgelöst.
Das Tempel-Modell erwarb der jüdische Kaufmann Samuel Erb, der es 1846 für 43 Taler an die Kreuzkirche verkaufte, die es einige Jahrzehnte später dem sächsischen Altertumsverein schenkte, der es wiederum 1910 dem Hamburgischen Altertumsverein verkaufte, für 2270 Mark.
In den Dresdener Sammlungen finden sich heute noch einige vergessene Fragmente und thematisch benachbarte Artefakte: die Holzfigur eines Hohepriesters oder die Kopie einer Esther-Rolle aus dem Juden-Cabinet. Weiterhin eine illuminierte Tora-Rolle.

### 19. Jahrhundert
Eine Präsentation sakraler Objekte etwa zu Schauzwecken galt dem Judentum ursprünglich als Profanierung, unbrauchbar gewordene heilige Schriften wurden nicht vernichtet, sondern in einer Geniza verborgen oder auf dem Friedhof bestattet.
Im 19. Jahrhundert erfolgte in Europa eine allgemeine Verschiebung der Bedeutung religiöser Objekte vom Ritual- zum Kunstgegenstand. Im Zuge der jüdischen Emanzipation und Säkularisierung begannen auch jüdische Gemeinden mit der Präsentation ihrer profanierten „Altertümer“ im Museum oder kleineren Ausstellungen. Französische Juden beteiligten sich 1878 mit Exponaten jüdischer Kultur und Religion an der Pariser Weltausstellung, britische Juden 1886 an der Colonial and Indian Exhibition.
Zur Konzeption eigenständiger Museen gründete sich 1895 die Gesellschaft für Sammlung und Konservierung von Kunst und historischen Denkmälern des Judentums in Wien, woraufhin mit dem Wiener Jüdischen Museum das weltweit erste moderne jüdische Museum (mit etwa 400 Objekten) eröffnet wurde. Dem schloss sich die Gründung zahlreicher jüdischer Museen an, zumeist unter Federführung jüdischer Gemeinden. Judaika gelangten fortan auch in die Ausstellungsbestände von Heimat-, Kunst- und Volkskundemuseen.

### 20. Jahrhundert
In den Novemberpogromen 1938 wurden neben vielen Synagogen auch jüdische Museen verwüstet oder beraubt. Objekte des Wiener Jüdischen Museums wurden 1939 in das Naturhistorische Museum verbracht und dort für eine antisemitische Ausstellung instrumentalisiert. Das 1906 gegründete Jüdische Museum in Prag funktionalisierte die SS nach seiner Schließung 1943 mit geraubtem jüdischen Inventar aus Böhmen und Mähren zum „Jüdischen Zentralmuseum der SS“ um. Nach dem Zweiten Weltkrieg staatlich grundlegend erneuert zählt es heute zu den meistbesuchten Museen der Stadt. Ähnliches gilt für das jüdische Museum in Budapest (Magyar Zsidó Múzeum). Das Jüdische Museum Berlin geht auf eine Museumsgründung am 24. Januar 1933 wenige Tage vor der Machtergreifung durch die Nationalsozialisten zurück und war bis zur Eröffnung des Museums der Geschichte der polnischen Juden POLIN in Warschau im Jahr 2014 das größte jüdische Museum Europas.
In vielen Städten mit jüdischer Tradition haben sich weltweit jüdische Museen etabliert, nicht ohne Kritik von jüdischer Seite. Kritik geübt wurde von orthodoxen Juden, die eine illegitime Profanierung jüdischen Zeremonialgeräts beklagen, zum anderen von assimilierten Juden, die in der Auswahl und Präsentation der Exponate eine erneute Ausgrenzung, Stereotypisierung oder Reduzierung der jüdischen Kulturgeschichte auf religiöse Inhalte befürchten.
Mit seiner Gründung im Jahr 1966, ist das Jüdische Museum der Schweiz in Basel dann das erste jüdische Museum, das im deutschen Sprachraum nach dem Zweiten Weltkrieg eröffnet wird.
Seit 1988 besteht mit der Association of European Jewish Museums (AEJM) ein Dachverband, dem der überwiegende Teil der jüdischen Museen in Europa angehört. Präsident ist seit 2017 Emile Schrijver, Direktor des Jüdischen Historischen Museum in Amsterdam. Seit 2004 besteht zudem die Organisation Jewish Heritage Europe, die sich dem Austausch zwischen jüdischen Museen und anderen Einrichtungen jüdischen kulturellen Erbes widmet.
Eine besondere Bedeutung als Gedenkort kommt den Holocaustmuseen zu.